# Lijst van oorlogsmonumenten in Enkhuizen
De Nederlandse gemeente Enkhuizen heeft 6 oorlogsmonumenten. Hieronder een overzicht.
| Nr.  | Object                                  | Herdachte groep                                          | Ontwerper                                                 | Onthulling    | Type            | Locatie                                                | Plaats    | Coördinaten                   | Foto                                    |
| ---- | --------------------------------------- | -------------------------------------------------------- | --------------------------------------------------------- | ------------- | --------------- | ------------------------------------------------------ | --------- | ----------------------------- | --------------------------------------- |
| 482  | Monument voor Pieter Koppejan           | militairen in dienst van het Ned. Kon. 1940-1945         |                                                           |               | gedenksteen     | Emmaplein 1, 1601 PD                                   | Enkhuizen | 52° 42' 32" NB, 5° 17' 20" OL | Monument voor Pieter Koppejan           |
| 633  | De Stedemaagd                           | burgerslachtoffers                                       | J.J.M. Vegter (architect), Jan van Luijn (beeldhouwer)    | 1948          | beeld/sculptuur | Wilhelminaplantsoen, 1601 LS                           | Enkhuizen | 52° 42' 24" NB, 5° 17' 35" OL | De Stedemaagd                           |
| 1106 | Herdenkingsplaats Schaduwcorrectie 1995 | algemeen, vervolgden Nederland, verzet Nederland, overig | Joseph L.M. Neefjes (17-01-1949)                          | 4 mei 1995    | overig          | Nelson Mandeladreef, 1602                              | Enkhuizen | 52° 42' 35" NB, 5° 17' 5" OL  | Herdenkingsplaats Schaduwcorrectie 1995 |
| 2794 | Indië-monument                          | militairen in dienst van het Ned. Kon. na 1945           | Theo Stavenuiter (boek), dhr. J. Brieffies (gedenkplaten) | 16 april 2005 | overig          | Wilhelminaplantsoen, 1601 LS                           | Enkhuizen | 52° 42' 24" NB, 5° 17' 35" OL | Meer afbeeldingen                       |
|      |                                         | burgerslachtoffers                                       |                                                           |               | plaquette       | Havenweg 3, 1601 GA                                    | Enkhuizen | 52° 42' 1" NB, 5° 17' 32" OL  |                                         |
|      | Stolpersteine                           | vervolgden Nederland                                     | Gunter Demnig                                             |               | reliëf          | Zie Lijst van Stolpersteine in de regio West-Friesland |           |                               |                                         |

Aalsmeer ·
Alkmaar ·
Amstelveen ·
Amsterdam ·
Bergen ·
Beverwijk ·
Blaricum ·
Bloemendaal ·
Castricum ·
Den Helder ·
Diemen ·
Dijk en Waard ·
Drechterland ·
Edam-Volendam ·
Enkhuizen ·
Gooise Meren ·
Haarlem ·
Haarlemmermeer ·
Heemskerk ·
Heemstede ·
Heiloo ·
Hilversum ·
Hollands Kroon ·
Hoorn ·
Huizen ·
Koggenland ·
Landsmeer ·
Laren ·
Medemblik ·
Oostzaan ·
Opmeer ·
Ouder-Amstel ·
Purmerend ·
Schagen ·
Stede Broec ·
Texel ·
Uitgeest ·
Uithoorn ·
Velsen ·
Waterland ·
Weesp ·
Wijdemeren ·
Wormerland ·
Zaanstad ·
Zandvoort